# Veteran (Wyoming)
Veteran is een plaats (census-designated place) in de Amerikaanse staat Wyoming, en valt bestuurlijk gezien onder Goshen County.

## Demografie
Bij de volkstelling in 2000 werd het aantal inwoners vastgesteld op 28.

## Geografie
Volgens het United States Census Bureau beslaat de plaats een oppervlakte van 3,5 km², geheel bestaande uit land. Veteran ligt op ongeveer 1292 m boven zeeniveau.

## Plaatsen in de nabije omgeving
De onderstaande figuur toont nabijgelegen plaatsen in een straal van 40 km rond Veteran.